# Набэсима Наосукэ (1717—1766)
Набэсима Наосукэ (яп. 鍋島 直右, 5 июня 1717 — 16 сентября 1766) — самурай княжества Сага периода Эдо, 4-й глава линии Сироиси рода Набэсима.

## Биография
Родился в семье вассала даймё Саги Набэсимы Наомасу, владельца деревни Сироиси, и Омино, дочери Набэсимы Мицусигэ, 3-го даймё Саги. Его детское имя — Такэкума (武熊). В сентябре 1738 года отец передал главенство семьи Наосукэ и ушёл в отставку.
В 1737 году Наосукэ сменил своего племянника Мурату Масакату, сына своего младшего брата Мураты Масанори, на посту управляющего уездом Сага, а в 1743 году стал также занимать пост управляющего уездом Кандзаки.